# Soledade (ort i Brasilien, Paraíba, Soledade, lat -7,06, long -36,36)
Soledade är en ort i Brasilien.   Den ligger i kommunen Soledade och delstaten Paraíba, i den östra delen av landet, 1 600 km nordost om huvudstaden Brasília. Soledade ligger 526 meter över havet och antalet invånare är 8 090.
Terrängen runt Soledade är platt. Runt Soledade är det mycket glesbefolkat, med 6 invånare per kvadratkilometer.. Det finns inga andra samhällen i närheten.
Omgivningarna runt Soledade är huvudsakligen savann.